# БК Етър-49
БК Етър-49 е български баскетболен отбор, основан през 1949 година.

## История
Първото игрище на клуба е било баскетболното игрище на Девическата гимназия в града. През 40-те години от Арбанаси чрез файтони са донесени два коша и поставени на ново игрище до спортен комплекс Юнак. През 1946 година търновският отбор е на финал на Държавното първенство, след победа над Локомотив София (29:26 на четвъртфинал), но губи с 29:21.
Константин Тотев е капитан на отбора през 1945 – 1947.
През сезон 1974 – 1975 отборът играе в А група. Отборът е играл с Медичина (Румъния), Сокол-Збрьов (Чехословакия), Колеарж (Полша).
Към момента отборът играе в регион Мизия.

## Играчи
- Светослав Зелков
- Константин Тотев
- Вельо Велев
- Ивайло Асенов
- Благой Печев
- Цанко Крушев
- Ангел Тодоров
- Генчо Рашков
- Петър Василев
- Наско Великов
- Спас Великов

## Отбори
- БК Етър-49 до 14 г.
- БК Етър-49 – кадети